# Колеоливо (Фрозиноне)
Колеоливо је насеље у Италији у округу Фрозиноне, региону Лацио.
Према процени из 2011. у насељу је живело 73 становника. Насеље се налази на надморској висини од 180 м.